# Livres e Iguais (Nações Unidas)
A Campanha Livres e Iguais é a campanha global da Organização das Nações Unidas para promover a igualdade de lésbicas, gays, bissexuais, travestis e outras pessoas trans e intersexo (LGBTI+). Projeto do Escritório do Alto Comissariado das Nações Unidas para os Direitos Humanos (ACNUDH) implementado em parceria com a Fundação Purpose, a campanha tem por objetivo aumentar a conscientização sobre a violência e a discriminação homofóbica e transfóbica e promover um maior respeito pelos direitos das pessoas LGBTI+, em todos os lugares do mundo. Foi lançada globalmente em 2013, na Cidade do Cabo, África do Sul.
“Livres & Iguais” foi lançada oficialmente no Brasil em 28 de abril de 2014, durante um evento  realizado em São Paulo com a participação da Campeã da Igualdade pela ONU e Embaixadora do UNICEF, a cantora Daniela Mercury, e sua esposa e também Campeã da Igualdade pela ONU, a jornalista Malu Verçosa Mercury. A campanha também foi lançada em Minas Gerais